# 1657 Roemera
Hành tinh vi hình 1657 Roemera được phát hiện năm 1961 bởi Paul Wild, và đặt tên cho Elizabeth Roemer, một nhà thiên văn học Hoa Kỳ.